# Ліпіче-Олендри
Ліпіче-Олендри (пол. Lipicze-Olendry) — село в Польщі, у гміні Ґощанув Серадзького повіту Лодзинського воєводства.
Населення — 53 особи (2011).
У 1975-1998 роках село належало до Серадзького воєводства.

## Демографія
Демографічна структура станом на 31 березня 2011 року:
|          | Загалом | Допрацездатний вік | Працездатний вік | Постпрацездатний вік |
| -------- | ------- | ------------------ | ---------------- | -------------------- |
| Чоловіки | 32      | 8                  | 21               | 3                    |
| Жінки    | 21      | 8                  | 10               | 3                    |
| Разом    | 53      | 16                 | 31               | 6                    |